# Buller-Streifenhörnchen
Das Buller-Streifenhörnchen (Tamias bulleri, Syn.: Neotamias bulleri) ist eine Hörnchenart aus der Gattung der Streifenhörnchen (Tamias). Es kommt als Endemit nur im zentralen Mexiko vor.

## Merkmale
Das Buller-Streifenhörnchen erreicht eine durchschnittliche Kopf-Rumpf-Länge von etwa 13,0 bis 13,5 Zentimetern, der Schwanz ist etwa 8,4 bis 10,4 Zentimeter lang. Das Gewicht der Tiere liegt bei 66 bis 105 Gramm. Die Grundfarbe der Tiere ist bräunlich gelb, auf dem Rücken befinden sich – wie für die Gattung typisch – mehrere dunkle Rückenstreifen, die durch hellere Streifen getrennt und gegenüber den Körperseiten abgegrenzt sind. Dabei handelt es sich um vier helle und fünf dunkle Streifen, wobei die mittleren der dunklen Streifen dunkler und brauner als die äußeren sind. Die äußersten Streifen sind zudem deutlich kürzer. Die Innenseite der Ohren ist rostrot. Das sehr ähnliche Durango-Streifenhörnchen (Tamias durangae) unterscheidet sich vom Buller-Streifenhörnchen durch die etwas hellere, zimtfarbene Grundfarbe und die rotbraune Unterseite des Schwanzes.

## Verbreitung

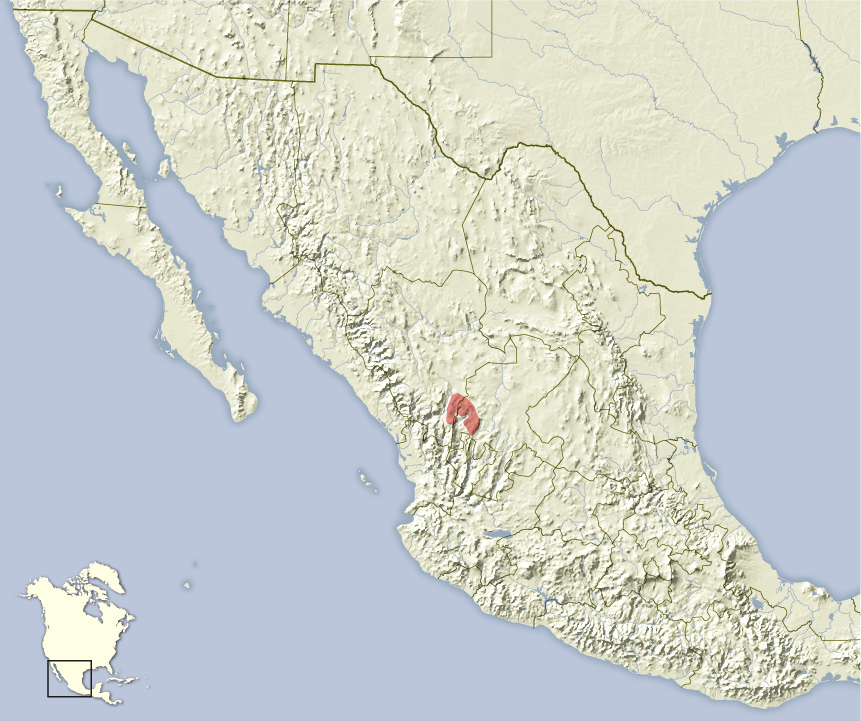
Verbreitungsgebiet des Buller-Streifenhörnchens

Das Buller-Streifenhörnchen ist das am Weitesten im Süden lebende Streifenhörnchen. Es kommt als Endemit nur im zentralen Mexiko in der Sierra Madre Occidental im südlichen Durango, dem westlichen Zacatecas und dem nördlichen Jalisco vor.

## Lebensweise
Das Buller-Streifenhörnchen lebt in einem sehr kleinräumigen Gebiet in der Sierra Madre Occidental in Höhen von 2100 bis 2400 Metern, das durch steile Berghänge und scharf begrenzte Canyons geprägt ist. Die Vegetation der höheren Bereiche besteht vor allem aus Kiefern (Pinus) und anderen Nadelhölzern, vereinzelten Eichen (Quercus) und der Amerikanischen Zitterpappel (Populus tremuloides). In den niedrigeren Lagen ist der Lebensraum durch eine Gebüsch-Eichen-Vegetation mit Arctostaphylos manzanita, Cercocarpus und Säckelblumen (Ceanothus) bestimmt. Die Tiere bevorzugen dabei Waldbereiche mit felsigen Boden.
Die Art ist wie andere Streifenhörnchen tagaktiv und bodenlebend, die Tiere können jedoch auch in die Bäume und Felsen klettern. Sie sind überwiegend herbivor und ernähren sich von den Samen der Eichen und Wacholdersträucher und den Knospen der Kiefern, darüber hinaus liegen keine Information zur Ernährung der Tiere vor. Die Tiere bauen ihre Nester in Baumhöhlen und in Höhlen im Boden. Auch über die Fortpflanzung liegen nur sehr begrenzte Daten vor. So wurden zwei Weibchen mit zwei bzw. drei Embryonen im Juni und Juli gefangen und im gleichen Zeitraum konnten auch zwei laktierende Weibchen gefangen werden.
In der westlichen Sierra Madre zwischen dem Río Nazas und dem Río Mesquital wird das Verbreitungsgebiet durch das Vorkommen des Durango-Streifenhörnchens (Tamias durangae) begrenzt, nach Nordosten nördlich des Río Nazas durch das Felsenstreifenhörnchen (Tamias dorsalis). In Jalisco kommt die Art sympatrisch mit dem Felsenziesel (Otospermophilus variegatus) und dem Mexikanischen Fuchshörnchen (Sciurus nayaritensis) vor. Über Beutegreifer, die das Buller-Streifenhörnchen erbeuten, liegen keine Angaben vor.

## Systematik
Das Buller-Fichtenstreifenhörnchen wird als eigenständige Art innerhalb der Gattung der Streifenhörnchen (Tamias) eingeordnet, die aus 25 Arten besteht. Die wissenschaftliche Erstbeschreibung stammt von Joel Asaph Allen aus dem Jahr 1889, die die Art anhand von Individuen aus der Sierra de Valparaiso, Zacatecas, als Tamias asiaticus bulleri einführte und nach Audley Cecil Buller benannte. Édouard Louis Trouessart nutzte 1897 erstmals den heute gültigen Namen Tamias bulleri. Innerhalb der Streifenhörnchen wird das Buller-Streifenhörnchen gemeinsam mit den meisten anderen Arten der Untergattung Neotamias zugeordnet, die auch als eigenständige Gattung diskutiert wird.
Innerhalb der Art werden neben der Nominatform keine Unterarten unterschieden.

## Status, Bedrohung und Schutz
Das Buller-Streifenhörnchen wird von der International Union for Conservation of Nature and Natural Resources (IUCN) als „gefährdet“ (vulnerable) eingeordnet. Begründet wird dies mit dem sehr kleinen Verbreitungsgebiet mit einer Fläche von weniger als 20.000 km2, das zudem stark fragmentiert ist und in dem sich die Lebensraumqualität stetig verschlechtert.

## Belege
1. 1 2 3 4 5 6 7 8  Richard W. Thorington Jr., John L. Koprowski, Michael A. Steele: Squirrels of the World. Johns Hopkins University Press, Baltimore MD 2012; S. 318–319. ISBN 978-1-4214-0469-1
2. 1 2 3  Neotamias bulleri in der Roten Liste gefährdeter Arten der IUCN 2015.4. Eingestellt von: S.T. Álvarez-Castañeda, I. Castro-Arellano, T. Lacher, E. Vázquez, 2008. Abgerufen am 28. Mai 2016.
3. 1 2  Tamias (Neotamias) bulleri In: Don E. Wilson, DeeAnn M. Reeder (Hrsg.): Mammal Species of the World. A taxonomic and geographic Reference. 2 Bände. 3. Auflage. Johns Hopkins University Press, Baltimore MD 2005, ISBN 0-8018-8221-4.
4. ↑  Joel Asaph Allen, Audley Cecil Buller: Notes on a collection of mammals from southern Mexico, with descriptions of new species of the genera Sciurus, Tamias and Sigmodon. Bulletin of the American Museum of Natural History v. 2, article 16, 1889; S. 173–176. (Digitalisat)
5. ↑  Bo Beolens, Michael Watkins, Michael Grayson: The Eponym Dictionary of Mammals. Johns Hopkins University Press, Baltimore MD 2009, ISBN 978-0-8018-9304-9, S. 63.
6. ↑  Jarel L. Bartig, Troy L. Best, Stephanie L. Burt: Tamias durangae. Mammalian Species 438, 1993.
7. ↑  Bruce D. Patterson, Ryan W. Norris: Towards a uniform nomenclature for ground squirrels: the status of the Holarctic chipmunks. Mammalia 80 (3), Mai 2016; S. 241–251 doi:10.1515/mammalia-2015-0004
8. ↑  Howard Levenson, Robert S. Hoffmann, Charles F. Nadler, Ljerka Deutsch, Scott D. Freeman: Systematics of the Holarctic Chipmunks (Tamias). Journal of Mammalogy 1985, S. 219–242. doi:10.2307/1381236